# Vlasroest
Vlasroest (Melampsora lini) is een autoecische, biotrofe roest die behoort tot de familie Melampsoraceae. Er zijn in vlas zes resistentiegenen: L5, L6, L7, M, P en P2.

## Levenscyclus
De schimmel overwintert in de vorm van teliosporen in gewasresten. Het kan er meerdere jaren op overleven. In het voorjaar ontkiemen de teliosporen, waarbij basidia gevormd worden, waarop geslachtelijke, haploïde basidiosporen worden gevormd. Ze infecteren vlaszaailingen. De basidiosporen ontwikkelen zich tot een haploïd mycelium en vormen spermogonia, waarin spermatiën worden gevormd. Het mycelium is dikaryoot en vormt in de weefsels van het geïnfecteerde vlas aecia, waarin aeciosporen worden gevormd. Door de wind verspreidt, veroorzaken ze secundaire infecties. Na ontkieming vormen de aeciosporen een dikaryoot mycelium dat uredinia vormt. De daarin gevormde urediniosporen infecteren opnieuw de vlasplanten. Tijdens het groeiseizoen worden er verschillende generaties gevormd en zij zijn de belangrijkste bron van verspreiding van de ziekte. In de herfst vormt het mycelium telia met dikwandige teliosporen.
De optimale kiemtemperatuur van urediniosporen is 15–20 °C, bij temperaturen boven de 30 °C ontkiemen ze helemaal niet.

## Kenmerken
Spermogonia
De spermogonia zijn lichtgeel tot oranjegeel.
Aecia
De oranje, platte aecia hebben geen peridium. De aeciosporen zijn eencellig, breed ellipsoïde of bolvormig met een diameter van 18-25 μm.
Uredinia
De oranje tot gele, kussenvormige uredinia zijn al vroeg niet meer bedekt door de epidermis. De urediniosporen zijn breed ellipsoïde of bolvormig en 20-26 × 17-22 μm groot. De wand is bezet met fijne stekels.
Telia
De telia zijn roodbruin tot zwart en zitten iets verheven op de stengels. De gele of geelbruine, gladde, cilindrische teliosporen zijn 35 tot 60 μm lang en 7 tot 10 μm breed en subepidermaal gerangschikt in de vorm van een palissade.

## Verspreiding
Vlasroest komt over de hele wereld voor. Het komt zowel voor op gecultiveerde vlas als op wilde vlassoorten. In Nederland is de schimmel zeldzaam.

## Fotogalerij

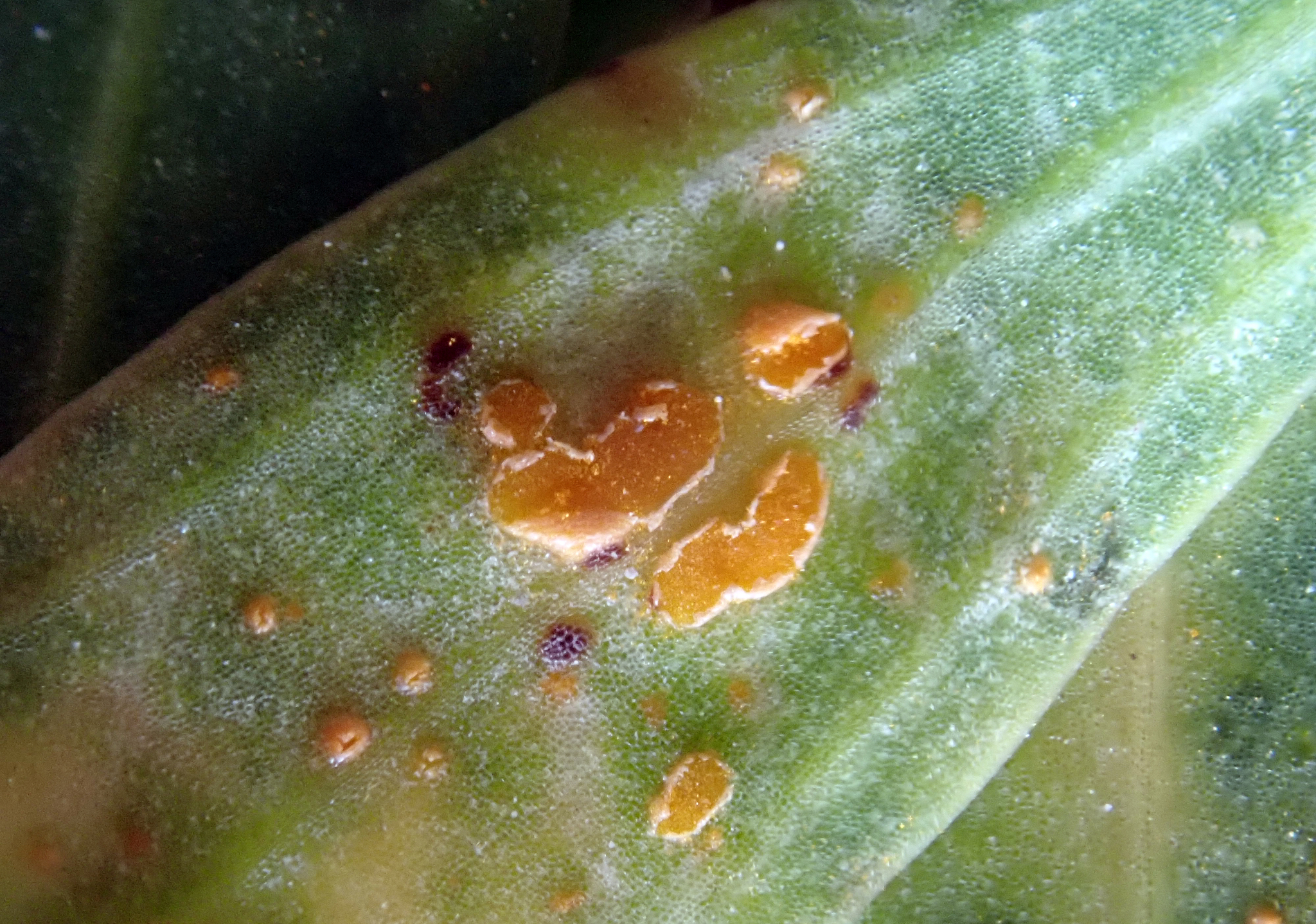
Uredinia op  Linum monogynum var. chathamicum
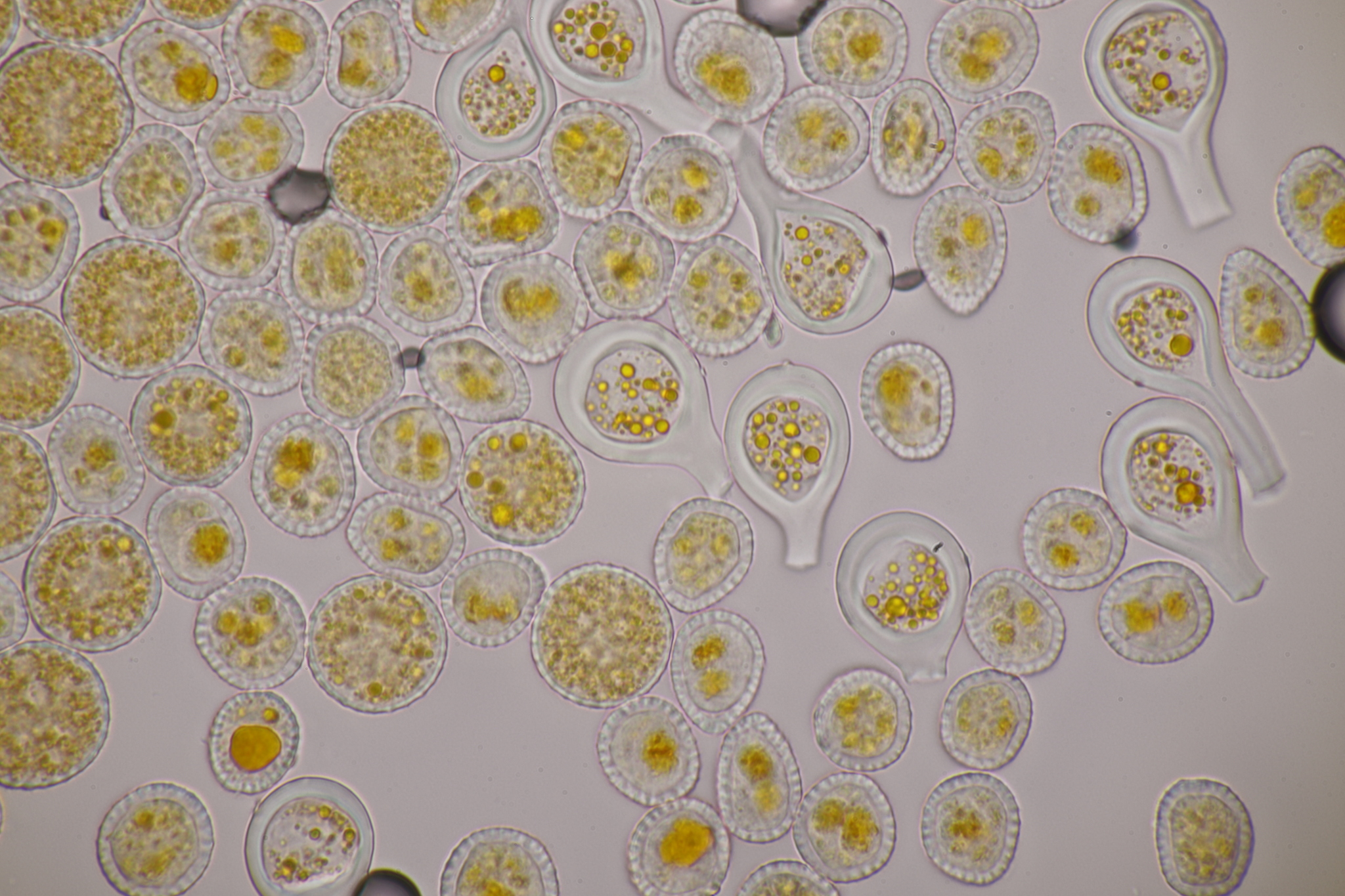
Urediniosporen
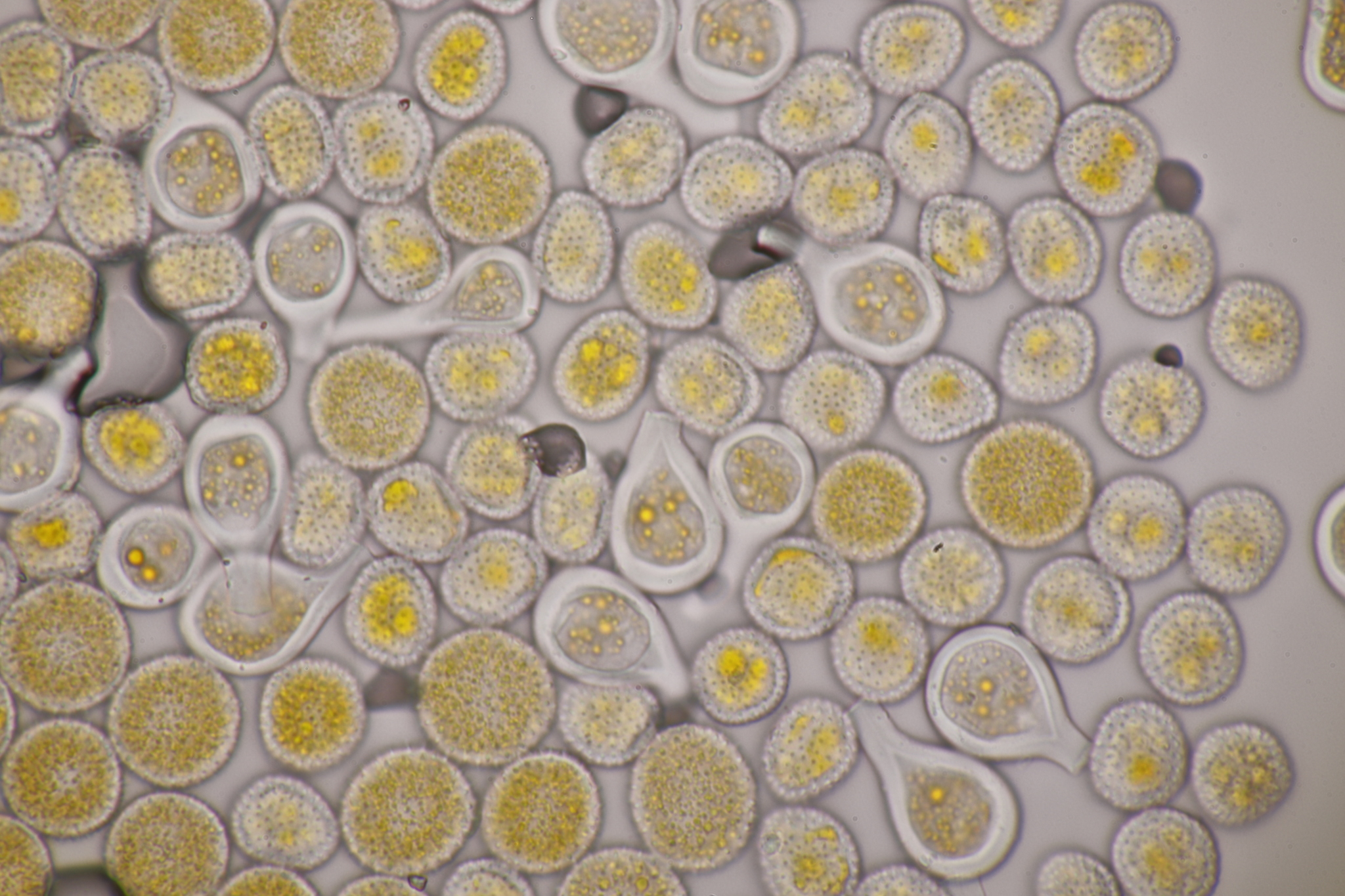
Urediniosporen met stekel op de wand
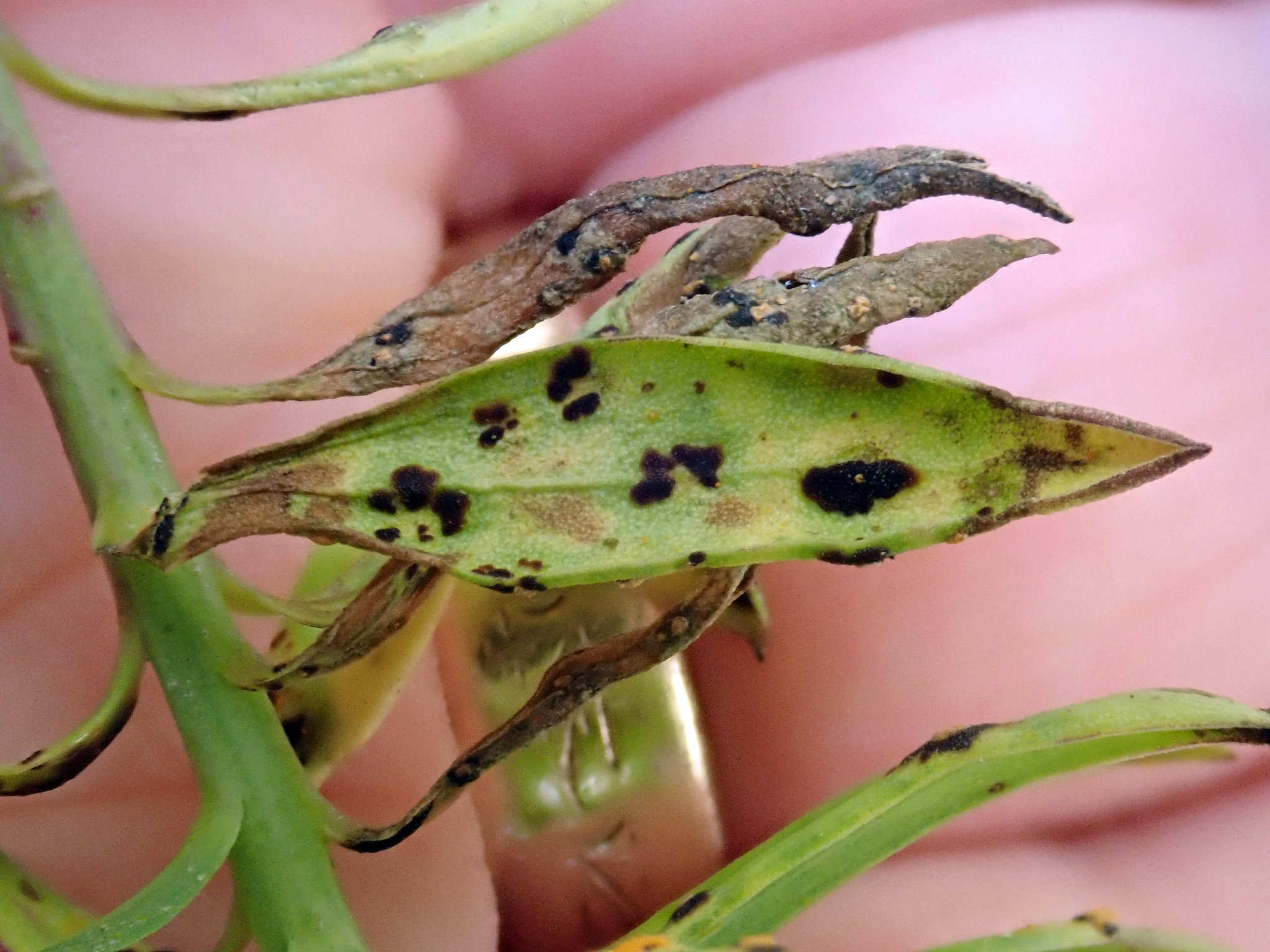
Telia op  Linum monogynum var. chathamicum
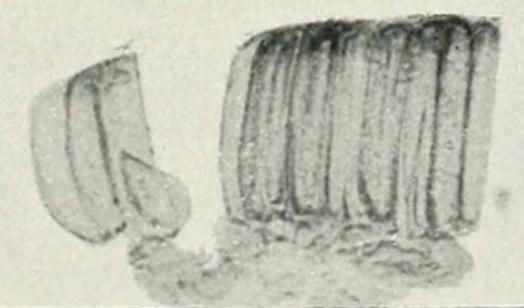
Teliosporen